# Alois Brandl (Politiker)
Alois Brandl (* 24. Mai 1864 in Eisenerz (Steiermark); † 6. Februar 1926 in Linz) war ein österreichischer Bäckermeister und christlichsozialer Politiker.

## Leben
Brandl war der Sohn eines Gastwirts, wurde aber Bäcker. Im Jahr 1891 gründete er in der Grünauergasse in Linz eine Bäckerei und kaufte später die Weißmannsche Bäckerei in der Bismarckstraße. Er war seit 1891 mit Maria Pröll verheiratet und hatte sechs Kinder. Sein Sohn Franz Brandl war von 1945 bis 1949 Mitglied des Nationalrates.

## Politik
Von 1902 bis 1925 war er Kammerrat in der Handelskammer, von 1909 bis 1919 Gemeinderat in Linz. Im Jahr 1911 wurde er in den Österreichischen Reichsrat gewählt und gehörte diesem bis 1914 an. Von 1918 bis 1920 war er Mitglied der Provisorischen und der Konstituierenden Nationalversammlung.